# Euonymus japonicus
Euonymus japonicus är en benvedsväxtart som beskrevs av Thunb. Euonymus japonicus ingår i släktet Euonymus och familjen Celastraceae. Utöver nominatformen finns också underarten E. j. litoralis.

## Bildgalleri

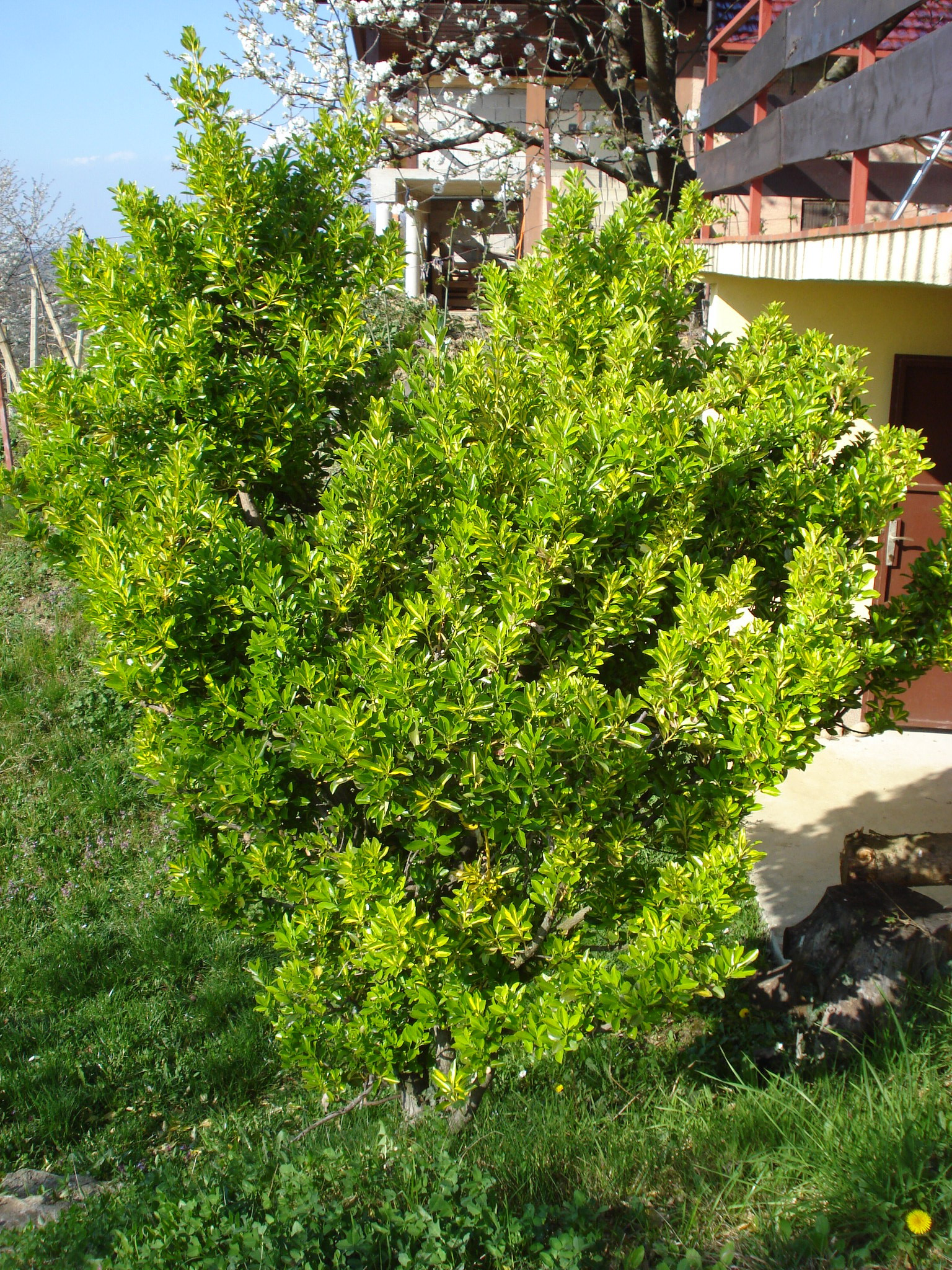